# Денискины рассказы
«Дени́скины расска́зы» — цикл рассказов советского писателя Виктора Драгунского, посвящённый случаям из жизни дошкольника, а затем ученика младших классов школы Дениса Кораблёва. Появившиеся в печати с 1959 года рассказы стали классикой советской детской литературы, многократно переиздавались и несколько раз были экранизированы. Они вошли в список «100 книг для школьников», составленный в 2012 году.
Прототипом главного героя рассказов стал сын писателя, Денис Драгунский, впоследствии известный журналист и драматург; в одном из рассказов («Сестра моя Ксения (Новогодний подарок)») упоминается рождение младшей сестры Дениса Кораблёва Ксении, прототипом которой стала дочь Виктора Драгунского Ксения Драгунская, также впоследствии известный драматург. Как писал Юрий Нагибин в юбилейном очерке о Драгунском, «„Денискины рассказы“ выросли из его безмерной любви к сыну, из жадного внимания к раскрывшемуся перед ним миру детства».

## Сюжет
Действие рассказов происходит в конце 1950-х — начале 1960-х годов в Москве (так, события рассказа «Удивительный день» приходятся на день полёта Германа Титова в космос).
Главный герой, Денис, живёт с мамой и папой в центре Москвы — в разных рассказах упоминается, что он живёт на Каретном Ряду («Приключение»), неподалёку от Цирка («Не хуже вас, цирковых»), в Трёхпрудном переулке («На Садовой большое движение»). Денис является единственным ребёнком своих родителей до момента действия рассказа «Сестра моя Ксения (Новогодний подарок)», в котором у него появляется сестра.
Это обычный мальчишка, с которым то и дело происходят смешные или курьёзные случаи.
Однажды он выливает из окна манную кашу, чтобы быстрее пойти с мамой в Кремль, а когда к ним приходит, в сопровождении милиционера, гражданин, пострадавший от каши, мальчик понимает, что означали мамины слова: «Тайное становится явным» (одноимённый рассказ). Во время похода в цирк он видит удивительную девочку на шаре, но в следующий раз, приведя папу посмотреть на неё, узнаёт, что она уехала с родителями во Владивосток («Девочка на шаре»).
Во время следующего посещения цирка он в зале меняется местами с другим мальчиком, в результате чего клоун Карандаш при исполнении своего номера хватает его и, раскачиваясь на качелях, уносит с собой под купол цирка («Не хуже вас, цирковых»). Во время похода в зоопарк слон Шанго едва не съедает папин новенький транзисторный радиоприёмник («Слон и радио»).
На детском празднике в клубе «Металлист» Денис выпивает бутылку ситро, чтобы добрать недостающие до 25 килограммов веса 500 грамм и выиграть подписку на журнал «Мурзилка», которой затем делится с другом Мишкой («Ровно 25 кило»). Он берётся красить дверь подъезда из оставленного малярами краскопульта и так увлекается, что красит не только дверь, но и подружку Алёнку, и костюм управдома Алексея Акимыча («Сверху вниз, наискосок!»).
Во время игры в прятки в коммунальной квартире Денис забирается под кровать к бабушке-соседке, а когда та запирает дверь и ложится спать, боится, что проведёт там всю оставшуюся жизнь («Двадцать лет под кроватью»). Денис предлагает маме, которая жалуется на горы посуды, мыть по одному прибору в день, а вся семья будет есть из него по очереди («Хитрый способ»).
Немало приключений у Дениса и в школе:
- Они с Мишкой опаздывают на урок, однако рассказывают настолько разные истории о причине опоздания, что их хитрость сразу обнаруживается («Пожар во флигеле, или подвиг во льдах…»).
- На карнавале Денис с помощью Мишки одевается в костюм Кота в сапогах, а потом делит с Мишкой приз за лучший костюм («Кот в сапогах»).
- Во время школьного похода в кинотеатр на премьеру фильма о красных и белых поднимает мальчишек своего класса «в атаку», стреляя из игрушечного пистолета («Сражение у Чистой речки»).
- На уроках музыки он любит петь, но считает, что петь надо как можно громче («Слава Ивана Козловского»).
- Денис участвует в школьном спектакле за сценой, однако теряет звонок, а вместо того, чтобы ударить доской по стулу (изображая выстрел из пистолета), попадает по кошке («Смерть шпиона Гадюкина»).
- Он забывает учить уроки, в результате чего не может рассказать у доски стихотворение Н. А. Некрасова «Мужичок с ноготок», а название главной реки Америки произносит как Миси-писи («Главные реки»).

## Основные персонажи
- Денис Кораблёв (прототип — Денис Драгунский) — московский мальчик, в некоторых рассказах ещё дошкольник, в некоторых ученик 1-го, 2-го или 3-го класса «В» (сначала октябрёнок, а затем — пионер).
- Мишка Слонов (прототип — Михаил Слоним[3][4]) — одноклассник и лучший друг Дениса, его товарищ в большинстве приключений.

### Другие персонажи
- Алёнка — девочка младше Дениса и Мишки, соседка Дениса. Немного пацанка. Участница, а иногда зачинщица их приключений.
- Папа Дениса.
- Анастасия Васильевна Кораблёва — мама Дениса.
- Костик — друг Дениса и Мишки.
- Андрюшка — мальчик, ровесник Алёнки, друг Дениса и Мишки.
- Люся — пионервожатая в школе.
- Раиса Ивановна — учительница начальных классов, классная руководительница Дениски.
- Борис Сергеевич — школьный учитель музыки.
- Михаил Васильевич — дядя Дениса по матери.
- Дима — двоюродный брат Дениса, сын дяди Миши.
- Ира Родина — одноклассница Димы.

## Список рассказов
- Англичанин Павля
- Арбузный переулок
- Белые амадины
- …Бы (Если бы я был взрослым)
- Главные реки
- Гусиное горло
- Где это видано, где это слыхано…
- Двадцать лет под кроватью
- Девочка на шаре
- Друг детства
- Дядя Павел истопник
- Живой уголок
- Заколдованная буква
- Запах неба и махорочки
- Здоровая мысль
- Зелёнчатые леопарды
- И мы!
- Когда я был маленький
- Кот в сапогах
- Красный шарик в синем небе
- Куриный бульон
- Мотогонки по отвесной стене
- Мой знакомый медведь
- На Садовой большое движение
- Надо иметь чувство юмора
- Не пиф, не паф!
- Не хуже вас, цирковых
- Независимый Горбушка
- Ничего изменить нельзя
- Одна капля убивает лошадь
- Он живой и светится…
- Подзорная труба
- Пожар во флигеле, или Подвиг во льдах…
- Похититель собак
- Поют колёса — тра-та-та
- Профессор кислых щей
- Рабочие дробят камень
- Разговаривающая ветчина
- Расскажите мне про Сингапур
- Ровно 25 кило
- Рыцари
- Сверху вниз, наискосок!
- Сестра моя Ксения (Новогодний подарок)
- Синий кинжал
- Слава Ивана Козловского
- Слон и радио
- Смерть шпиона Гадюкина
- Сражение у чистой речки
- Старый мореход
- Тайное становится явным
- Тиха украинская ночь…
- Третье место в стиле баттерфляй
- Удивительный день
- Фантомас
- Хитрый способ
- Человек с голубым лицом
- Чики-брык
- Что любит Мишка
- Что я люблю…
- …И чего не люблю!
- Шляпа гроссмейстера

## Экранизации
В 1960-е и 1970-е годы «Денискины рассказы» неоднократно экранизировались:
- 1962 — Весёлые истории (детский фильм)
- 1966 — Девочка на шаре (детский фильм)
- 1970 — Волшебная сила (художественный музыкальный телефильм; новелла «Мстители из 2-го В»)
- 1970 — Денискины рассказы (художественный музыкальный телефильм, состоит из четырёх новелл)
- 1973 — Где это видано, где это слыхано (короткометражный телефильм)
- 1973 — Капитан (короткометражный телефильм)
- 1973 — Подзорная труба (короткометражный телефильм)
- 1973 — Пожар во флигеле (по рассказу «Пожар во флигеле, или Подвиг во льдах…», короткометражный телефильм)
- 1974 — Слава Ивана Козловского (сюжет детского киножурнала «Ералаш»)
- 1976 — По секрету всему свету (двухсерийный художественный телефильм)
- 1977 — Страшная сказка (сюжет детского киножурнала «Ералаш»)
- 1979 — Удивительные приключения Дениса Кораблёва (двухсерийный художественный телефильм)

В 2022 году Сарик Андреасян приобрел права на экранизацию и сообщил о намерении снять полнометражный фильм, сериал и анимационный сериал. Сериал запущен в производство в 2023 году, режиссером проекта выступил внук автора Артемий Драгунский.

## Постановки
Спектакли по рассказам цикла неоднократно ставились в театрах. В 1993 году уральский композитор Максим Басок создал детский мюзикл «Денискины рассказы» (более 20 вариантов постановок с разными комбинациями из четырёх рассказов, либретто Бориса Бородина). 5 апреля 2014 г. состоялась премьера спектакля «Денискины рассказы» в постановке Театральной Компании «КрисАрт», на сцене ДК им. Зуева.

## Выставки
- В январе—феврале 2013 года в Государственном Литературном музее прошла выставка «Денис Кораблёв и другие» о семье и книгах Виктора Драгунского, приуроченная к 100-летию автора. В выставке участвовали Денис и Ксения Драгунские, было представлено более 50 работ постоянного иллюстратора книг Драгунского и его друга Вениамина Лосина[9][10].

### Издание
- Драгунский В. Ю. Рыцари и ещё 60 историй. — М.: А и Б, 2017. — 304 с. — (Руслит. Литературные памятники XX века). — ISBN 978-5-9906261-7-1.

### Исследования
- Белышева Ю. С., Клюшин П. В., Маркасова Е. В. «Непонятные слова» в рассказах В. Ю. Драгунского // Проблемы онтолингвистики — 2013: Материалы международной научной конференции 26-29 июня 2013 г., Санкт-Петербург. — СПб.: РГПУ имени А. И. Герцена, 2012. — С. 332—337. — 528 с.
- Долженко Л. В. Рациональное и эмоциональное в русской детской литературе 50-80-х гг. XX в. (Н. Н. Носов, В. Ю. Драгунский, В. П. Крапивин): монография. — Волгоград: Перемена, 2001. — 240 с. — ISBN 5-88234-518-9.
- Козлов Д. «Денискины рассказы» как феномен Оттепели // Драгунский В. Ю. Рыцари и ещё 60 историй. — М.: А и Б, 2017. — С. 296—304. — 304 с. — (Руслит. Литературные памятники XX века). — ISBN 978-5-9906261-7-1.
- Маркасова Е. «Денискины рассказы» и «Два капитана»: знаем ли мы, о чем не знают дети? // Детские чтения. — 2014. — Т. 5, № 1. — С. 138—147.
- Михайлова (Пичугина) О. О. «Девочка на шаре» и читатели рассказа В. Драгунского // Вопросы литературы. — 2012. — № 5. — С. 110—123.
- Михайлова О. Драгунский и его читатели: из истории чтения и понимания «Денискиных рассказов» в 1960-е годы // Драгунский В. Ю. Рыцари и ещё 60 историй. — М.: А и Б, 2017. — С. 317—323. — 304 с. — (Руслит. Литературные памятники XX века). — ISBN 978-5-9906261-7-1.
- Михайлова (Пичугина) О. О. Мифопоэтическая модель адресации в рассказе В. Ю. Драгунского «Мотогонки по отвесной стене» // Вестник Челябинского государственного университета. Серия Филология. Искусствоведение. — 2012. — Вып. 71, № 32 (286). — С. 86—89.
- Михайлова О. По следам комментария к «Денискиным рассказам» В. Ю. Драгунского: истории для взрослого читателя // Детские чтения. — 2015. — Т. 14, № 2. — С. 94—108.
- Михайлова О. Типология конфликтов в «Денискиных рассказах» В. Ю. Драгунского: рецептивно-функциональный аспект // Детские чтения. — 2015. — Т. 7, № 1. — С. 94—112.
- Михайлова О., Драгунский Д., Бернштейн И. Комментарии // Драгунский В. Ю. Рыцари и ещё 60 историй. — М.: А и Б, 2017. — С. 324—429. — 304 с. — (Руслит. Литературные памятники XX века). — ISBN 978-5-9906261-7-1.